# Normalår (statistik)
Se År med 365 dagar för år som inte är skottår.
Ett normalår är ett år som är normalt (i fråga om inkomster, skörd o. d.). Normalåret kan användas som utgångspunkt i olika beräkningar och resonemang.  Exempel: "ett normalår skickas n vykort".